# Ángel Sánchez (diseñador)
Ángel Sánchez (Valera, 7 de octubre de 1960) es un diseñador de moda venezolano, conocido por su trabajo con variedad de celebridades de Hollywood.

## Biografía

### Primeros años e inicios
Sánchez nació en Valera, Venezuela, el 7 de octubre de 1960. Estudió arquitectura en la Universidad Simón Bolívar de Caracas y ejerció la profesión en su país natal, aunque en numerosas ocasiones ha expresado que su verdadera pasión era el diseño de moda. A mediados de la década de 1990 decidió mudarse a los Estados Unidos para iniciar una carrera como diseñador, instalándose en la ciudad de Nueva York.

### Carrera
En tierra estadounidense creó una empresa de diseño a finales de la década que inicialmente se enfocaba en vestidos de novia. Su participación en algunos eventos llamó la atención de algunas celebridades del ambiente de Hollywood, y con el paso del tiempo diseñó vestidos para actrices como Sandra Bullock, Meryl Streep, Diane Lane, Debra Messing y Eva Longoria, y para otras celebridades como Taylor Swift y Tatiana Blatnik.
Ha exhibido sus diseños en pasarelas de importantes eventos como la Semana de la Moda de Nueva York, la Semana de la Moda de Lima, 080 Barcelona Fashion, Mercedes-Benz Fashion Week Madrid y la Miami Fashion Week, entre otros.